# Fredrik August Winter
Fredrik August Winter, född 29 november 1790 i Leipzig, Tyskland, död 25 april 1847 i Göta livgardes församling, Stockholms stad, var en svensk kontrabasist vid Kungliga Hovkapellet i Stockholm. 

## Biografi
Fredrik August Winter föddes 1790 Leipzig. Han arbetade som hautboist vid Andra livgardet och anställdes 1 juli 1827 som kontrabasist vid Kungliga Hovkapellet i Stockholm. Winter slutade vid Kungliga hovkapellet 1847. Han avled 1847 i Göta livgardes församling, Stockholm.